# جهان وارکرفت: لشکر
دنیای وارکرفت: لژیون (انگلیسی: World of Warcraft: Legion) عنوان ششمین بسته الحاقی برای بازی ویدئویی نقش آفرینی بر خط چندنفره گسترده دنیای وارکرفت پس از جنگ سالاران درینور است که توسط بلیزارد انترتینمنت در سال ۲۰۱۶ برای پلت‌فرم‌های مایکروسافت ویندوز و مک‌اواس منتشر شده‌است. داستان این بازی در جزیره بِروکن ایسل اتفاق می‌افتد. در این بسته الحاقی کلاس demon hunter نیز اضافه شده‌است.